# Moshe Kotlarsky
Moshe J. Kotlarsky (Brooklyn, 8 giugno 1949 – New York, 4 giugno 2024) è stato un rabbino, mistico e educatore statunitense, ebreo ortodosso rinomato membro del movimento Chabad Lubavitch chassidico e Vicepresidente del Merkos L'Inyonei Chinuch, il ramo educativo di Chabad, dirigente 4.000 istituzioni religiose e formative in tutto il mondo.
Kotlarsky diresse anche lo sviluppo della rete globale dei Shluchim (emissari/missionari) e presiedette la Fondazione Internazionale Chabad nei Campus e il Jewish Learning Institute.